# Atletica leggera ai Giochi della XXXII Olimpiade - 110 metri ostacoli

Video ufficiale della Finale

Ai Giochi della XXXII Olimpiade la competizione dei 110 metri ostacoli si è svolta dal 3 al 5 agosto 2021 presso lo Stadio nazionale di Tokyo.

## Presenze ed assenze dei campioni in carica
| Competizione         | Atleta              | Prestazione | Tokyo 2020        |
| -------------------- | ------------------- | ----------- | ----------------- |
| Olimpiadi 2016       | Omar McLeod         | 13”05       | 8º alle selezioni |
| Commonwealth 2018    | Ronald Levy         | 13”19       | Presente          |
| Europei 2018         | P. Martinot-Lagarde | 13”17       | Presente          |
| Asiatici 2018        | Xie Wenjun          | 13”34       | Presente          |
| Panamericani 2019    | Shane Brathwaite    | 13”31       | Presente          |
| Mondiali 2019        | Grant Holloway      | 13”10       | Presente          |
|                      |                     |             |                   |
| Mondiali junior 2018 | Damion Thomas       | 13”16       | Presente          |

1. ↑  L'altezza degli ostacoli è 99 cm.

Graduatoria mondiale
In base alla classifica della Federazione mondiale, i migliori atleti iscritti alla gara erano i seguenti:
| Pos. | Atleta          | Punti | Note                                |
| ---- | --------------- | ----- | ----------------------------------- |
| 1    | Grant Holloway  | 1442  |                                     |
| 2    | Orlando Ortega  | 1435  |                                     |
| 3    | Sergej Šubenkov | 1392  | Assente per positività al Covid-19. |

## La gara
Grant Holloway (USA) ha vinto tutte le sette finali disputate in stagione. Spicca il 12”81 con il quale ha sfiorato di un centesimo il record mondiale. Sono solo in due ad aver corso in meno di 13 secondi nell'anno olimpico: l'altro è Devon Allen (USA), con 12”99.

A Tokyo Holloway stabilisce miglior tempo nelle batterie (13”02) ed anche in semifinale (13”13).

In finale si irrigidisce e si fa superare dal giamaicano Hansle Parchment che lo batte 13”04 a 13”09.

Per Parchment è la seconda medaglia olimpica: aveva vinto il Bronzo ai Giochi di Londra 2012.
Per la prima volta nella storia olimpica della specialità, la finale è stata disputata di mattina, alle 11:55.

## Risultati

### Batterie
Qualificazioni:  i primi quattro di ogni batteria (Q) e i 4 successivi migliori tempi (q).

#### Batteria 1
| Posizione | Corsia | Nome                | Nazionalità | Tempo | Note                                     |
| --------- | ------ | ------------------- | ----------- | ----- | ---------------------------------------- |
| 1         | 4      | Ronald Levy         | Giamaica    | 13"17 | Q                                        |
| 2         | 6      | Jason Joseph        | Svizzera    | 13"31 | Q                                        |
| 3         | 9      | Valdo Szucs         | Ungheria    | 13"50 | Q                                        |
| 4         | 2      | Andrew Pozzi        | Regno Unito | 13"50 | Q                                        |
| 5         | 5      | Gabriel Constantino | Brasile     | 13"55 | q                                        |
| 6         | 8      | Michael Obasuyi     | Belgio      | 13"65 |                                          |
| 7         | 7      | Louis Mendy         | Senegal     | 13"84 | Miglior prestazione personale stagionale |
|           | 3      | Wilhem Belocian     | Francia     | dq    |                                          |

#### Batteria 2
| Posizione | Corsia | Nome              | Nazionalità | Tempo | Note                                     |
| --------- | ------ | ----------------- | ----------- | ----- | ---------------------------------------- |
| 1         | 7      | Asier Martínez    | Spagna      | 13"32 | Q                                        |
| 2         | 5      | Daniel Roberts    | Stati Uniti | 13"41 | Q                                        |
| 3         | 8      | Damion Thomas     | Giamaica    | 13"54 | Q                                        |
| 4         | 2      | Milan Trajkovic   | Cipro       | 13"59 | Q                                        |
| 5         | 9      | Vitali Parakhonka | Bielorussia | 13"61 |                                          |
| 6         | 4      | Shane Brathwaite  | Barbados    | 13"64 |                                          |
| 7         | 3      | Yaqoub Alyouha    | Kuwait      | 13"69 | Miglior prestazione personale stagionale |
| 8         | 6      | Hassane Fofana    | Italia      | 13"70 |                                          |

#### Batteria 3
| Posizione | Corsia | Nome                 | Nazionalità | Tempo | Note                          |
| --------- | ------ | -------------------- | ----------- | ----- | ----------------------------- |
| 1         | 9      | Grant Holloway       | Stati Uniti | 13"02 | Q                             |
| 2         | 7      | Hansle Parchment     | Giamaica    | 13"23 | Q                             |
| 3         | 3      | Nicholas Hough       | Australia   | 13"57 | Q                             |
| 4         | 5      | Damian Czykier       | Polonia     | 13"61 | Q                             |
| 5         | 4      | Gregor Traber        | Germania    | 13"65 |                               |
| 6         | 2      | Shunya Takayama      | Giappone    | 13"98 |                               |
| 7         | 1      | Jeremie Lararaudeuse | Mauritius   | 14"03 | Miglior prestazione personale |
| 8         | 8      | Fadane Hamadi        | Comore      | 14"99 |                               |
|           | 6      | Sergej Šubenkov      | ROC         | dns   |                               |

#### Batteria 4
| Posizione | Corsia | Nome             | Nazionalità             | Tempo | Note                                     |
| --------- | ------ | ---------------- | ----------------------- | ----- | ---------------------------------------- |
| 1         | 8      | Aurel Manga      | Francia                 | 13"24 | Q                                        |
| 2         | 6      | Shunsuke Izumiya | Giappone                | 13"28 | Q                                        |
| 3         | 4      | Rafael Pereira   | Brasile                 | 13"46 | Q                                        |
| 4         | 2      | Xie Wenjun       | Cina                    | 13"51 | Q                                        |
| 5         | 3      | Chen Kuei-ru     | Taipei cinese           | 13"53 | q                                        |
| 6         | 1      | David King       | Regno Unito             | 13"55 | q                                        |
| 7         | 9      | Eddie Lovett     | Isole Vergini Americane | 14"17 | Miglior prestazione personale stagionale |
| 8         | 7      | Chung Chang      | Hong Kong               | 14"23 |                                          |
|           | 5      | Orlando Ortega   | Spagna                  | dns   |                                          |

#### Batteria 5
| Posizione | Corsia | Nome                    | Nazionalità | Tempo | Note                                     |
| --------- | ------ | ----------------------- | ----------- | ----- | ---------------------------------------- |
| 1         | 5      | Devon Allen             | Stati Uniti | 13"21 | Q                                        |
| 2         | 3      | Pascal Martinot-Lagarde | Francia     | 13"37 | Q                                        |
| 3         | 7      | Taio Kanai              | Giappone    | 13"41 | Q                                        |
| 4         | 8      | Paolo Dal Molin         | Italia      | 13"44 | Q                                        |
| 5         | 6      | Elmo Lakka              | Finlandia   | 13"48 | q                                        |
| 6         | 4      | Antonio Alkana          | Sudafrica   | 13"55 | Miglior prestazione personale stagionale |
| 7         | 2      | Kostantinos Douvalidis  | Grecia      | 13"63 | Miglior prestazione personale stagionale |
| 8         | 9      | Eduardo Rodrigues       | Brasile     | 13"78 |                                          |

### Semifinali
Qualificazioni: i primi due di ogni batteria (Q) e i 2 successivi migliori tempi (q).

#### Semifinale 1
| Posizione | Corsia | Nome                    | Nazionalità | Tempo | Note |
| --------- | ------ | ----------------------- | ----------- | ----- | ---- |
| 1         | 7      | Ronald Levy             | Giamaica    | 13"23 | Q    |
| 2         | 4      | Pascal Martinot-Lagarde | Francia     | 13"25 | Q    |
| 3         | 6      | Asier Martínez          | Spagna      | 13"27 | q    |
| 4         | 8      | Andrew Pozzi            | Regno Unito | 13"32 | q    |
| 5         | 5      | Daniel Roberts          | Stati Uniti | 13"33 |      |
| 6         | 2      | Damian Czykier          | Polonia     | 13"63 |      |
| 7         | 9      | Nicholas Hough          | Australia   | 13"88 |      |
| 8         | 3      | Gabriel Constantino     | Brasile     | 13"89 |      |

#### Semifinale 2
| Posizione | Corsia | Nome            | Nazionalità   | Tempo | Note |
| --------- | ------ | --------------- | ------------- | ----- | ---- |
| 1         | 5      | Devon Allen     | Stati Uniti   | 13"18 | Q    |
| 2         | 6      | Aurel Manga     | Francia       | 13"24 | Q    |
| 3         | 8      | Damion Thomas   | Giamaica      | 13"39 |      |
| 4         | 9      | Paolo Dal Molin | Italia        | 13"40 |      |
| 5         | 4      | Jason Joseph    | Svizzera      | 13"46 |      |
| 6         | 2      | Chen Kuei-ru    | Taipei cinese | 13"57 |      |
| 7         | 3      | Elmo Lakka      | Finlandia     | 13"67 |      |
| 8         | 7      | Taio Kanai      | Giappone      | 26"11 |      |

#### Semifinale 3
| Posizione | Corsia | Nome             | Nazionalità | Tempo | Note |
| --------- | ------ | ---------------- | ----------- | ----- | ---- |
| 1         | 4      | Grant Holloway   | Stati Uniti | 13"13 | Q    |
| 2         | 6      | Hansle Parchment | Giamaica    | 13"23 | Q    |
| 3         | 7      | Shunsuke Izumiya | Giappone    | 13"35 |      |
| 4         | 9      | Valdo Szucs      | Ungheria    | 13"40 |      |
| 5         | 8      | Wenjun Xie       | Cina        | 13"58 |      |
| 6         | 5      | Rafael Pereira   | Brasile     | 13"62 |      |
| 7         | 2      | David King       | Regno Unito | 13"67 |      |
| 8         | 3      | Milan Trajkovic  | Cipro       | 14"01 |      |

### Finale
| Record mondiale      | Aries Merritt  | 12"80 | Bruxelles | 7 settembre 2012 |
| Record olimpico      | Liu Xiang      | 12"91 | Atene     | 27 agosto 2004   |
| Capolista stagionale | Grant Holloway | 12"81 | Eugene    | 27 giugno 2021   |

Giovedì 5 agosto, ore 11:55. Vento: -0,5m/s.
| Posizione | Corsia | Nome                    | Nazionalità | Tempo | Note                                     |
| --------- | ------ | ----------------------- | ----------- | ----- | ---------------------------------------- |
| Oro       | 7      | Hansle Parchment        | Giamaica    | 13"04 | Miglior prestazione personale stagionale |
| Argento   | 4      | Grant Holloway          | Stati Uniti | 13"09 |                                          |
| Bronzo    | 5      | Ronald Levy             | Giamaica    | 13"10 |                                          |
| 4         | 6      | Devon Allen             | Stati Uniti | 13"14 |                                          |
| 5         | 8      | Pascal Martinot-Lagarde | Francia     | 13"16 | Miglior prestazione personale stagionale |
| 6         | 2      | Asier Martínez          | Spagna      | 13"22 | Miglior prestazione personale            |
| 7         | 3      | Andrew Pozzi            | Regno Unito | 13"30 |                                          |
| 8         | 9      | Aurel Manga             | Francia     | 13"38 |                                          |